# Refracció (so)

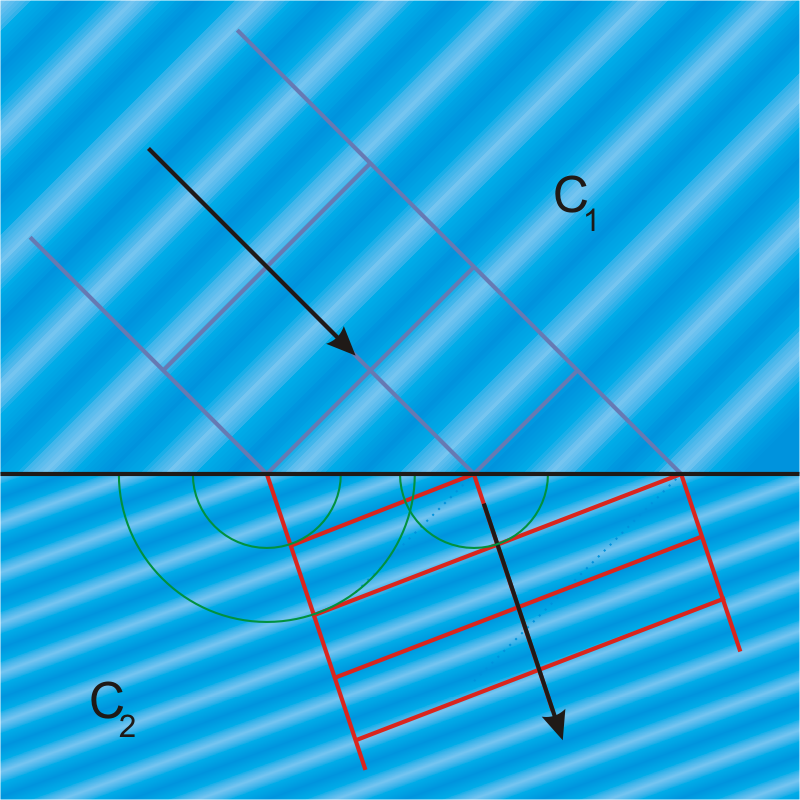
C1, és el so incident; C2, el refractat.

La refracció és un fenomen que afecta la propagació del so, i que consisteix en la desviació que pateixen les ones en la seva direcció propagació, quan el so passa d'un medi a un altre diferent.
A diferència del que passa en el fenomen de la reflexió, en la refracció, l'angle de refracció ja no és igual al d'incidència. La refracció es deu al fet que en canviar de medi, canvia la velocitat de propagació del so. La refracció també pot produir dins d'un mateix mitjà, quan les característiques d'aquest no són homogènies, per exemple, quan d'un punt a un altre d'un medi augmenta o disminueix la temperatura.
Exemple: Sobre una superfície nevada, el so és capaç de desplaçar-se travessant grans distàncies. Això és possible gràcies a les refraccions produïdes sota la neu, que no és mitjà uniforme. Cada capa de neu té una temperatura diferent. Les més profundes, on no arriba el sol, estan més fredes que les superficials. En aquestes capes més fredes pròximes al sòl, el so es propaga amb menor velocitat.